# Роджър Спери
Роджър Уолкът Спери (на английски: Roger Wolcott Sperry) е виден американски лекар. Той е изследовател в областта на невропсихологията и е удостоен с Нобелова награда за физиология или медицина през 1981 г.

## Научна дейност
Научноизследователската работа на Спери се свързва почти изцяло с откритието му, че двете полукълба на мозъка функционират, както заедно в синхрон, така и поотделно, контролирайки висши психични функции.
Спери доказва по оперативен път, че лявото полукълбо отговаря за преработването на вербалните символи, за интелекта поведенческите стратегии, докато дясното полукълбо е функционално специализирано в образното мислене, в процеса на генерализиране на естествените усещания и възприятия. Оперативните експерименти на Роджър Спери, които се провеждат в Калифорнийския технологичен институт, доказват, че двете хемисфери са свързани помежду си от т.нар. „мазолесто тяло“. Мазолестото тяло (corpus callosum) представлява проводник на нервни окончания, които обменят информация между двете полукълба на главния мозък.
Американският неврохирург доказва, че по време на оперативна интервенция, двете полукълба не обменят информация, но продължават да контролират различни функции, които са строго специфични за тях. Това явление Спери и неговия екип наричат „феномена на разделения мозък“. Това откритие на Спери променя традиционната представа за мозъка и централната нервна система като рудиментарни източници на психична активност. Феноменът на разделения мозък се превръща в модел за „мозъчния асоциационизъм на висшите корови функции“. Роджър Спери доказва емпирично, че асоциационизма означава не просто синхронизирана дейност между двете полукълба, а реална възможност за постигане на когнитивно-поведенчески контрол над работата на нервната система.

## Признание
През 1981 г. получава Нобелова награда за медицина „заради научните му постижения в областта на функционирането на главния мозък и неговата анатомична и междухемисферна асиметрия“. Престижната награда той получава заедно с колегите му – Дейвид Хънтър Хюбел и Торстен Визел.